# عبد القادر البلوشي
عبد القادر البلوشي (بالأردوية: عبد القادر بلوچ)‏، (9 أبريل 1945 - ) سياسي باكستاني وجنرال متقاعد في الجيش عمل وزيرا للولايات والمناطق الحدودية في وزارة نواز شريف الثالثة من 2013 إلى 2017 وفي حكومة عباسي من أغسطس 2017 إلى مايو 2018. وتقلد منصب زعيم الرابطة الإسلامية الباكستانية (ن)، وعمل بلوش لفترة وجيزة كمحافظ بلوشستان خلال حكم برويز مشرف في عام 2003.
كان عضوًا في الجمعية الوطنية الباكستانية من عام 2008 إلى مايو 2018.